# Blackevatten
Blackevatten är en sjö i Uddevalla kommun i Bohuslän och ingår i Göta älv-Bäveåns kustområde. Sjön är 4 meter djup, har en yta på 0,01 kvadratkilometer och är belägen 151 meter över havet.